# 酸蔹藤
酸蔹藤（学名：Ampelocissus artemisiifolia）为葡萄科酸蔹藤属下的一个种。